# Jan Luggenhölscher
Jan Luggenhölscher (* 1980) ist ein ehemaliger deutscher Eiskunstläufer.
1998 wurde er mit Jill Vernekohl deutscher Juniorenmeister im Eistanz. Das Paar startete für den TSC Eintracht Dortmund. Er absolvierte eine Schauspielerausbildung und spielte unter anderem in Gute Zeiten, schlechte Zeiten und Fear mit. Im Oktober 2006 trat er bei der RTL-Show Dancing on Ice auf, seine Partnerin war Michelle. Im Oktober 2007 trat er bei Show TV in der türkischen Version von Dancing on Ice auf, seine Partnerin war Asena. Mittlerweile ist Jan Luggenhölscher auch als Schauspieler aktiv.